# Athanase V de Constantinople
Pour les articles homonymes, voir Athanase.

Athanase V de Constantinople (en grec : Αθανάσιος Ε΄) est patriarche de Constantinople probablement de fin mai 1709 à début décembre 1711.